# Жмурко, Францишек

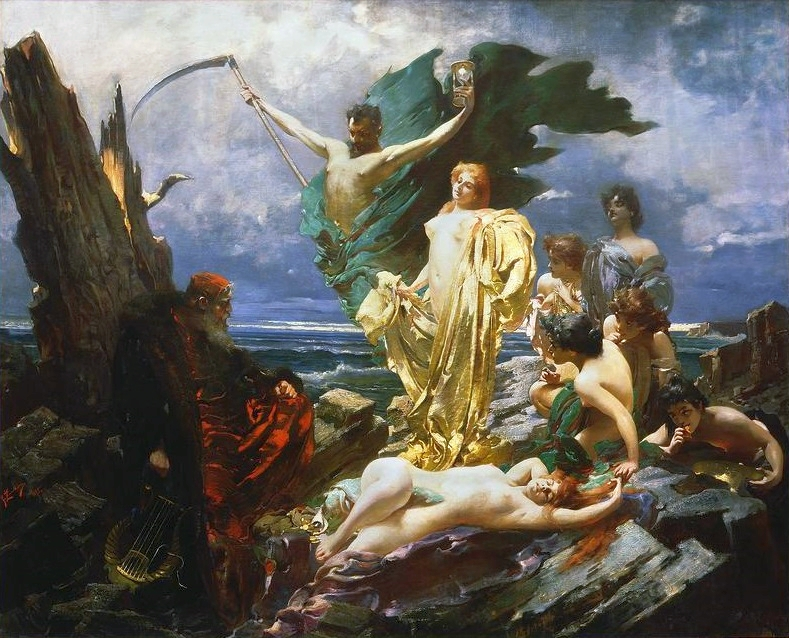
Ф. Жмурко. Прошлое грешника — Семь смертных грехов. 1895 г. Национальный музей в Варшаве

Францишек Жмурко (пол. Franciszek Żmurko; 18 июля 1859, Львов — 9 ноября 1910, Варшава) — польский салонный художник, портретист.

## Биография
Первые уроки рисования получил у львовского художника Францишека Тепа.
В 1874—1875 и 1879—1882 годы учился живописи у Яна Матейко в Школе изящных искусств в Кракове.
С целью поступления в столичную Академию изобразительных искусств в 1877 году Жмурко переехал в Вену.
Некоторое время учился в венской академии, после чего принимает решение изучать живопись самостоятельно и в конце того же года отправляется в Мюнхен, где поступает в местную Академию изящных искусств и в течение полугода совершенствует своё мастерство под руководством Александра Вагнера.
В 1880 году художник вернулся в Краков. Благодаря стипендии, полученной от императора Франца Иосифа I, несколько месяцев жил и работал в Риме, где усиленно занимался копированием различных шедевров итальянских мастеров.
С 1882 года переселяется на постоянное жительство в Варшаву.
Позже Францишек Жмурко совершил ряд путешествий, побывал в Санкт-Петербурге (1883—1884), Париже (1884—1885, 1889) и Милане (1894).
Участвовал в показах своих работ в салонах Варшавы и Кракова, на международных выставках в Париже, Лондоне, Чикаго, Сан-Франциско и др. На посмертной выставке в 1911 году были показаны более 150 картин мастера.
Сюжетами его картин были композиции из античной истории, экзотических сцен, исторические, религиозные и символические темы.
Особую популярность художник завоевал, главным образом, как создатель чувственных портретов женщин, оформленных в теплых тонах и акта, являющегося изображением нагого человеческого персонажа, в основном, женского.

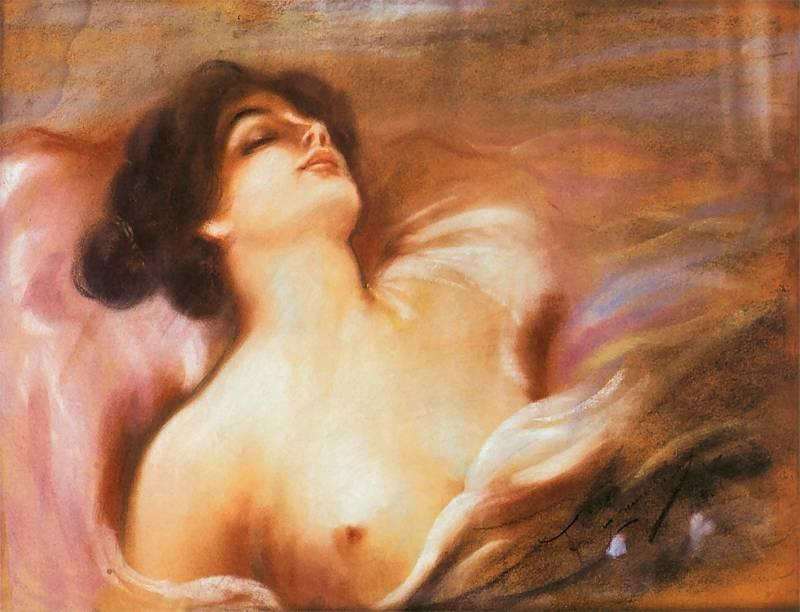
Ф. Жмурко. Полуакт женщины